# Alain Lebas
Alain Lebas (Nevers, 10 novembre 1953) è un ex canoista francese.

## Palmarès
- Giochi olimpici

Mosca 1980: argento nel K1 1000 metri.
- Mondiali - Velocità

Belgrado 1978: argento nel K2 10000 metri.
Duisburg 1979: bronzo nel K2 500 metri.